# Elecciones en San Martín

Escudo de armas de San Martín

San Martín elige a una legislatura, el Parlamento de San Martín. Cuando el país no devolución de gobierno, esta es la única representación electa en la isla. Consiste en 5 miembros electos para un plazo de cuatro años por representación proporcional. las primeras legislaturas fueron elegidas en 2010 como el consejo de isla ya que las elecciones tuvieron lugar antes de la disolución de las Antillas Neerlandesas.

## Lista de elecciones
- Elecciones generales de San Martín de 1951
- Elecciones generales de San Martín de 1955
- Elecciones generales de San Martín de 1959
- Elecciones generales de San Martín de 1963
- Elecciones generales de San Martín de 1967
- Elecciones generales de San Martín de 1971
- Elecciones generales de San Martín de 1975
- Elecciones generales de San Martín de 1979
- Elecciones generales de San Martín de 1983
- Elecciones generales de San Martín de 1987
- Elecciones generales de San Martín de 2003
- Elecciones generales de San Martín de 2007